# 탈아론
탈아론(脫亞論, 영어: Datsu-A Ron, Goodbye Asia idea, idea on leaving Asia)은 일본의 사상가 후쿠자와 유키치가 집필했다고 여기는 사설이다. 흔히 탈아입구론의 시초로 여기지만, 실제로 이 사설에는 유럽으로 들어가는 입구에 관한 내용은 없다.
1885년 3월 16일자 일본 신문 시사신보(時事新報)에 〈탈아론(脫亞論)〉이라는 제목의 기사를 기고하면서 널리 알려졌다.

## 요약
〈탈아론〉 기사는 다음과 같이 요약할 수 있다.
서구화의 바람이 동양을 향해 불어오는 것은 부인할 수 없는 사실이며, 모든 국가는 서구사회와 더불어 이 운동에 동참하여 문명의 열매를 맛보는 것 이외에는 다른 선택의 여지가 없다. 문명은 홍역과 같지만, 여러 이로운 점을 가져다 준다는 점에서 홍역보다는 이롭다. 그러므로 국가는 문명에 거역할 수 없으며 이를 받아들여야만 한다. 문명화 과정에서 보수적인 정부 (도쿠가와 막부)는 걸림돌일 뿐이며 이를 뒤집어야만 일본에서 문명화를 이룰 수 있다. 옛것을 버리고 새로운 것을 얻는 과정에서 가장 핵심적인 것은 '아시아를 벗어나는 것'(脫亞)이다. 비록 일본이 이미 정신적으로는 아시아를 벗어났지만, 이웃의 두 나라 (한국과 중국)은 개혁을 생각조차 하지 못하고 있다. 이 나라들의 유교적 가르침은 모두 위선적이고 뻔뻔할 뿐이다. 중국과 일본의 개혁이 실패한다면, 이들은 곧 세계열강에게 나라를 빼앗길 것이다. 서구인들은 언제나 일본, 중국, 한국을 같은 문화를 가진 비슷한 나라들이라고 생각하는데, 이는 일본에게 걸림돌이 될 뿐이다. 나쁜 친구를 사귀는 사람은 다른 사람들에게 마찬가지로 나쁜 인상을 주기 때문에, 일본은 이웃의 나쁜 아시아 나라들과 관계를 끊어야 한다.

## 영향
《탈아론》은 후쿠자와 유키치이 집필했다고 여겨지고 있지만, 원문은 무서명의 사설이다.1933년에 경응의숙편 《속후쿠자와 전집〈제2권〉》(이와나미 서점)에 《탈아론》이 수록되었기 때문에, 《탈아론》은 후쿠자와가 집필한 사설이라고 생각할 수 있게 된.
1950년이전에 《탈아론》에 관한 코멘트는 발견되지 않았다.발견되고 있는 최초의 코멘트는,1951년에 토야마 시게키가 발표한 《청일 전쟁과 후쿠자와유키치》(후쿠자와 연구회편 《후쿠자와 연구》 제6호)인.